# Wyckoff-Gletscher
Der Wyckoff-Gletscher ist ein rund 10 km langer Gletscher an der Dufek-Küste in der antarktischen Ross Dependency. Er fließt in westlicher Richtung vom Grindley-Plateau nördlich des Lamping Peak durch die Königin-Alexandra-Kette zum Walcott-Firnfeld, das er nördlich der Einmündung des Prebble-Gletschers erreicht.
Das Advisory Committee on Antarctic Names benannte ihn 1966 nach Kent A. Wyckoff, Meteorologe des United States Antarctic Program auf der Forschungsstation am Kap Hallett im Jahr 1963.